# Каштаново (Полєський район)
Каштаново (рос. Каштаново) — селище Полєського району, Калінінградської області Росії. Входить до складу Залісовського сільського поселення.
Населення —  83 особи (2015 рік). 

## Населення
| 2002 | 2010 |
| ---- | ---- |
| 104  | ↘83  |